# Mučedník zpovědního tajemství
Mučedníci zpovědního tajemství je označení mučedníků (zpravidla kněží), kteří raději zemřeli, než by porušili zpovědní tajemství.

## Seznam známých mučedníků zpovědního tajemství

### Oficiálně svatořečení

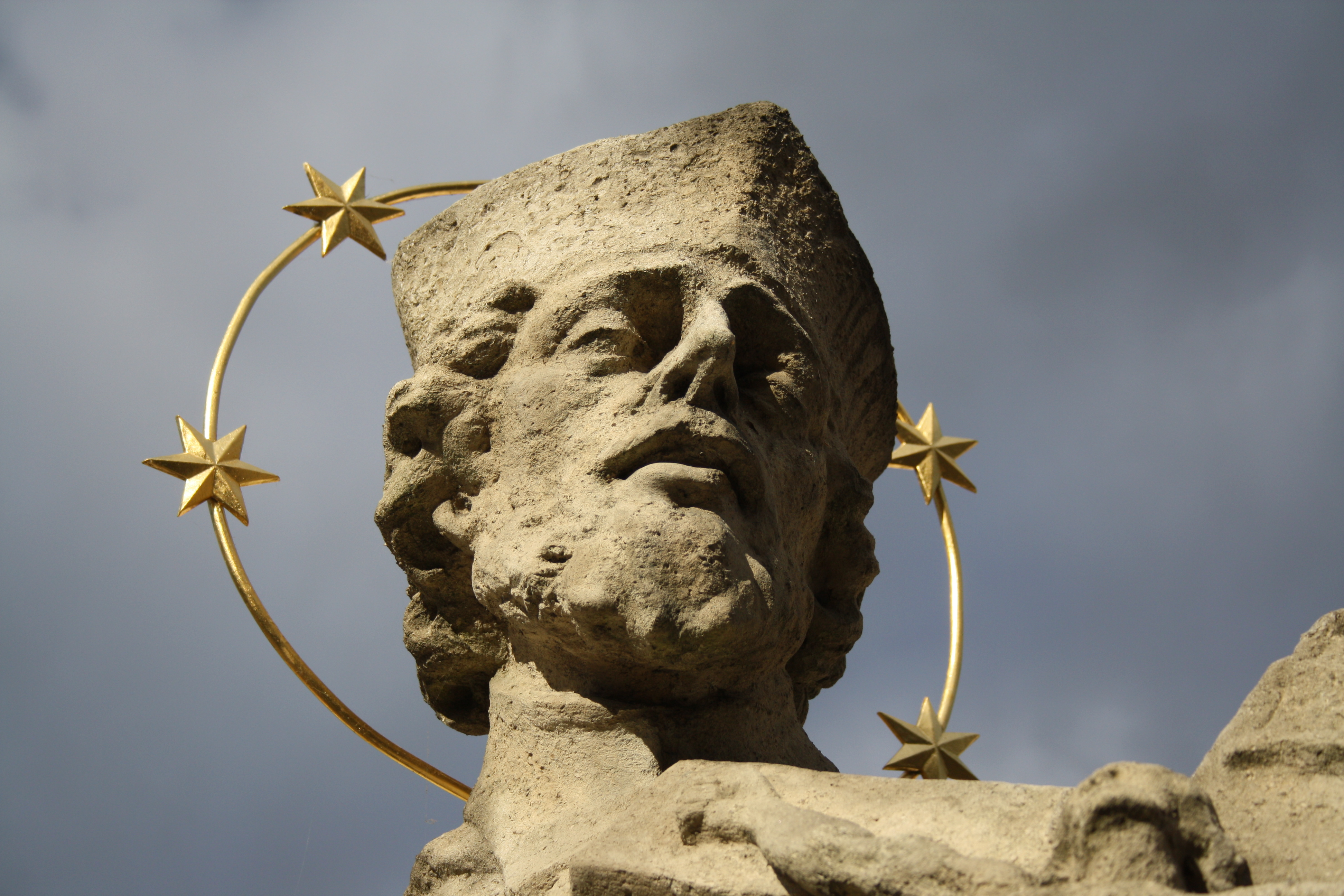
sv. Jan Nepomucký († 1393)
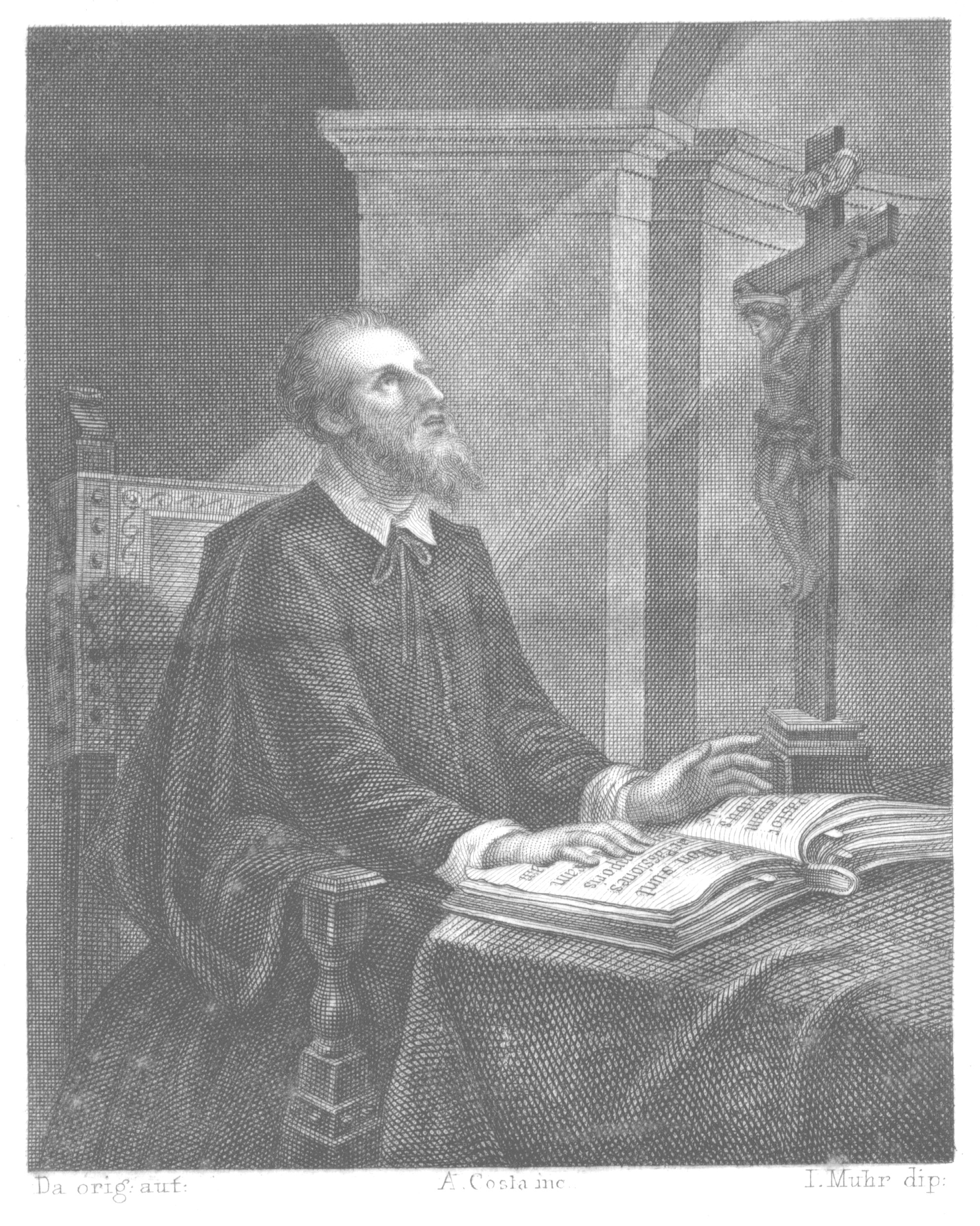
sv. Jan Sarkander (1576–1620)
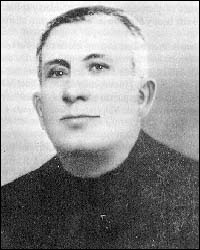
sv. Mateo Correa (1866–1927)

### Ostatní
- Pedro Marieluz Garces (1780–1825)
- Felipe Ciscar Puig († 1936)[1]